# Вале Санта Феличита (Виченца)
Вале Санта Феличита је насеље у Италији у округу Виченца, региону Венето.
Према процени из 2011. у насељу је живело 59 становника. Насеље се налази на надморској висини од 222 м.